# Passo dello Spluga
Il passo dello Spluga (Splügenpass in tedesco, Pass dal Spleia o Pass dal Splegia in romancio e Cunus Aureus in latino - 2.117 m s.l.m.) è uno dei più importanti valichi dell'arco alpino, conosciuto fin dall'antichità per il suo agevole transito: la moderna arteria stradale che lo attraversa è stata costruita tra il 1821 e il 1823, mentre la via Spluga d'epoca romana fu realizzata alla fine del I secolo a.C.; nelle sue vicinanze si trova il punto d'Italia più lontano dal mare in linea d'aria, pari a circa 240 km.

## Descrizione
Posto sul confine italo-svizzero, mette in comunicazione l'alta valle Spluga con la valle del Reno superiore (Rheinwald). La sua importanza non è solo storica e logistica ma anche geologica, in quanto divide la falda Tambò a ovest con la falda Suretta a est. Tradizionalmente divide le Alpi Lepontine dalle Alpi Retiche e, secondo la tradizionale bipartizione delle Alpi in uso negli altri Paesi della catena alpina, ripresa dalla classificazione SOIUSA, divide le Alpi Occidentali dalle Alpi Orientali. Il suo tracciato è caratterizzato da un elevato numero di tornanti: 72 tra Chiavenna e Splügen, le località poste sui due versanti dove inizia e termina la salita.

## Toponimo
Il toponimo "Spluga", diffuso in molte aree dell'arco alpino, farebbe riferimento al termine latino spelu[n]ca, che deriva a sua volta dal greco spélaion: da quest'ultimo ha origine anche "speleologia", ovvero il termine che definisce la disciplina che si occupa dell'esplorazione, documentazione, tutela e divulgazione della conoscenza del mondo sotterraneo. Spelu[n]ca (da cui "Spluga"), che significa "grotta", segnala quindi la presenza in questa zona di caverne (sinonimo di grotta, in italiano, è infatti anche "spelonca") probabilmente abitate da fauna selvatica, in particolare orsi. A Montespluga, villaggio alpino frazione del comune di Madesimo, è presente una caverna chiamata in dialetto chiavennasco truna de l'urs (it. grotta, tana dell'orso). Nei secoli passati il passo dello Spluga era infatti anche chiamato "monte dell'Orso" o "passo dell'Orso".
In epoca romana il passo dello Spluga era conosciuto con il nome di Cunus Aureus ("punto d'oro"), molto probabilmente con un richiamo al fatto che in questo periodo storico, lungo l'arco alpino compreso tra il versante ligure e il fiume Ticino, si estraesse l'oro in miniere ricavate nei massicci montuosi, che erano spesso costituite da grotte e caverne naturali.
Il fiume Ticino, che si trova poco più a ovest del passo dello Spluga, rappresenta lo "spartiacque" tra le Alpi occidentali e quelle centrali, con le prime che sono molto più ricche di giacimento d'oro: nelle Alpi occidentali era infatti conveniente estrarre questo metallo, mentre nel resto della catena alpina, vista la minore quantità presente di tale minerale, non era economicamente conveniente impiantare miniere. In particolare, la zona più ricca di questo metallo, lungo l'arco alpino, è il Monte Rosa, che si trova al confine tra Valle d'Aosta e Piemonte, quindi nella parte più occidentale delle Alpi, mentre, procedendo verso oriente, la prima zona che si incontra dove la quantità di oro presente nei massicci montuosi inizia a essere sensibilmente minore, è la Valtellina.
Il passo dello Spluga, che si trova nella valle più occidentale della Provincia di Sondrio, la Valchiavenna, rappresenta quindi il "confine" orientale dei giacimenti auriferi, visto che l'ultima valle, procedendo verso est, dove è presente ancora una tale quantità d'oro da giustificare l'impianto di miniere, come già accennato, è la valle fluviale scavata dal Ticino.

## Storia

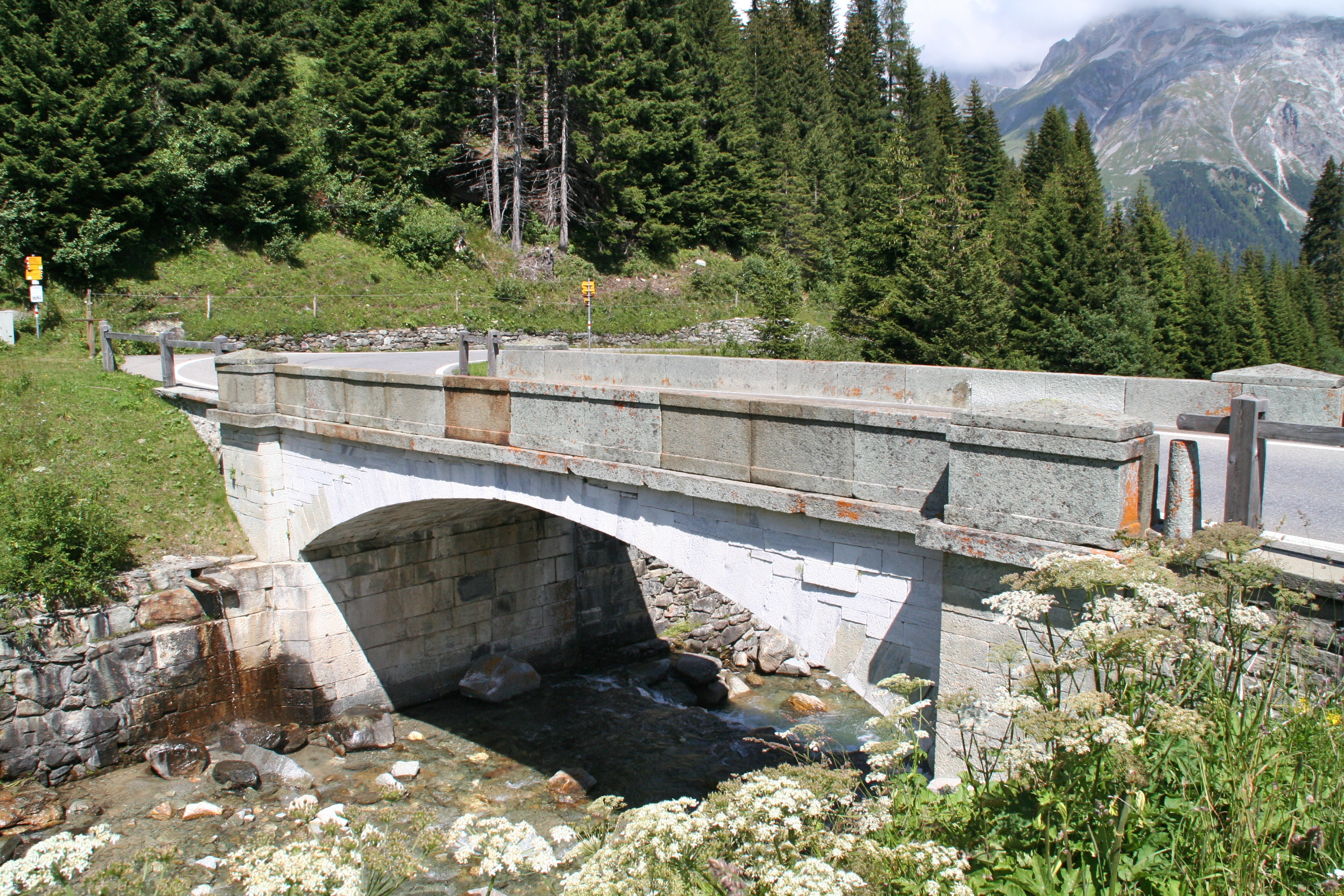
Il ponte di marmo di Splügen, comune svizzero del Cantone dei Grigioni, che è stato costruito lungo la via Spluga nel 1834

I ritrovamenti presso il vicino Pian dei Cavalli di insediamenti preistorici dell'età della pietra, potrebbero far supporre un uso del passo ben antecedente a quello che i Romani misero in atto: con essi lo Spluga assunse notevole importanza commerciale e strategica, grazie anche alla costruzione di un tracciato lastricato che ne agevolasse il transito, detto appunto via Spluga, che oggi è stato in parte restaurato e reso percorribile, e che in pratica venne utilizzato fino all'apertura della strada carrozzabile ad opera degli Austriaci, nel 1821, ancora oggi seguita nel percorso dal moderno tracciato automobilistico.
L'agevole transito di cui ha sempre potuto godere il valico ne ha sempre determinato l'importanza politica, e la volontà dei diversi dominanti della zona di ottenerne il totale controllo: dopo i vescovi di Coira, di Como e il Ducato di Milano, riuscirono nell'intento i Grigioni, tra il '500 e il '700, periodo nel quale il valico conobbe un aumento del traffico in transito anche grazie al miglioramento dello stesso, con l'apertura di più agevoli varianti al vecchio tracciato e dunque un collegamento veloce tra le due importanti città di Chiavenna e Coira oltreché, come nel passato, tra la Pianura Padana e l'oltralpe germanico.

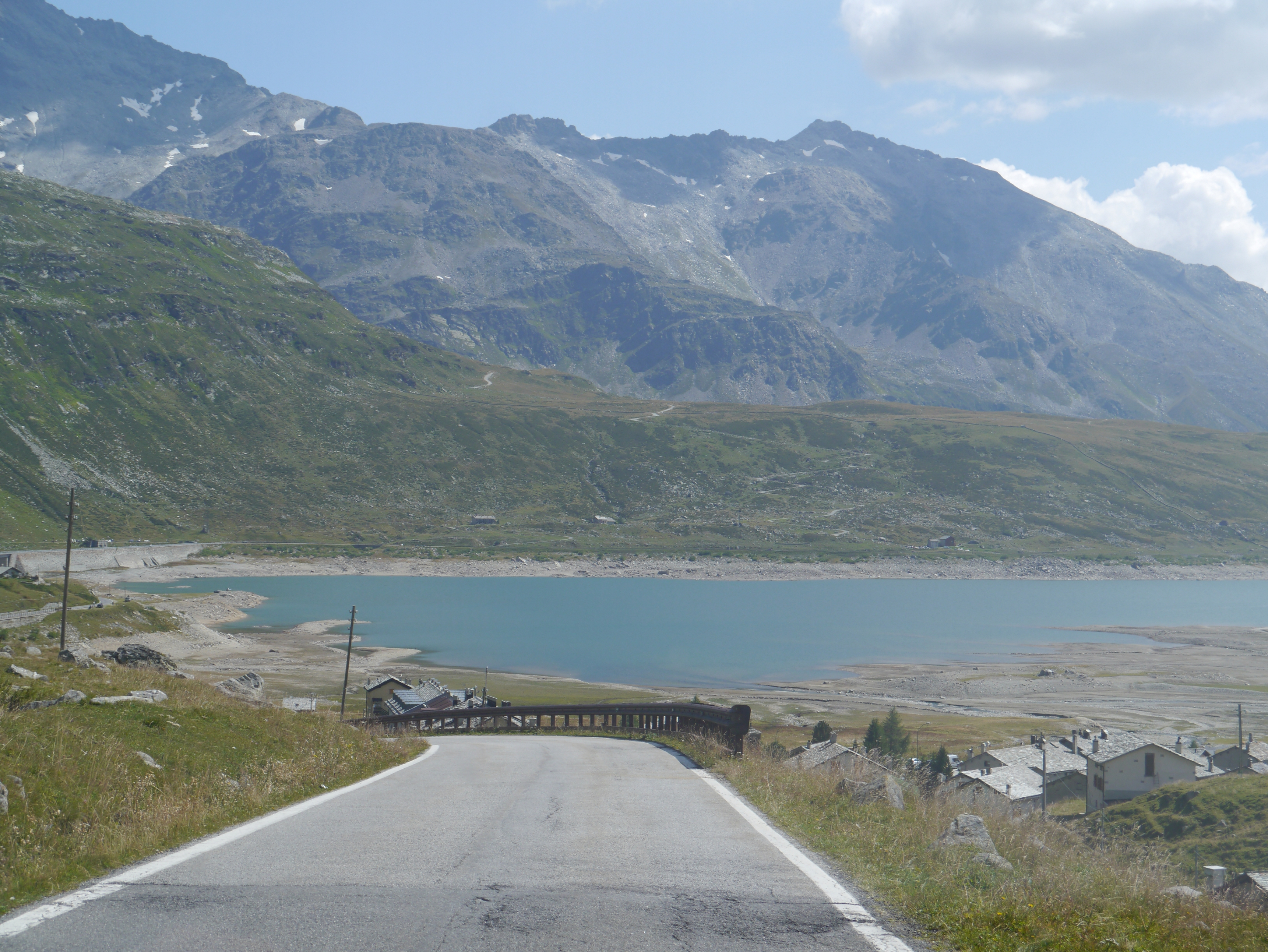
il passo dello Spluga nella Val San Giacomo

Successivamente, fu l'impero napoleonico a entrare in possesso del passo: di questo periodo (dicembre 1800) è la drammatica traversata del valico delle truppe francesi in discesa verso l'Italia, comandate dal generale Étienne Jacques Joseph Alexandre Macdonald. Con i già citati austriaci il passo dello Spluga raggiunse probabilmente l'apice della propria importanza commerciale (furono loro, attorno al 1822, a riattivare l'intera arteria stradale che attraversa il passo) ma, paradossalmente, anche la rapida decadenza: crebbero d'importanza il vicino passo del San Bernardino e il passo del San Gottardo, questo soprattutto con l'apertura del traforo ferroviario e il primo, in tempi più recenti, con l'autostrada e il traforo stradale.
Tuttavia oggi il passo (chiuso generalmente dai primi di novembre ai primi di maggio) risulta sempre molto frequentato e trafficato, rappresentando una interessante tappa turistica per chi scende in Italia o ritorna verso il nord-Europa nonché, più praticamente, un'alternativa al passaggio dai sempre affollati valichi doganali tra Como e Chiasso.

## Turismo

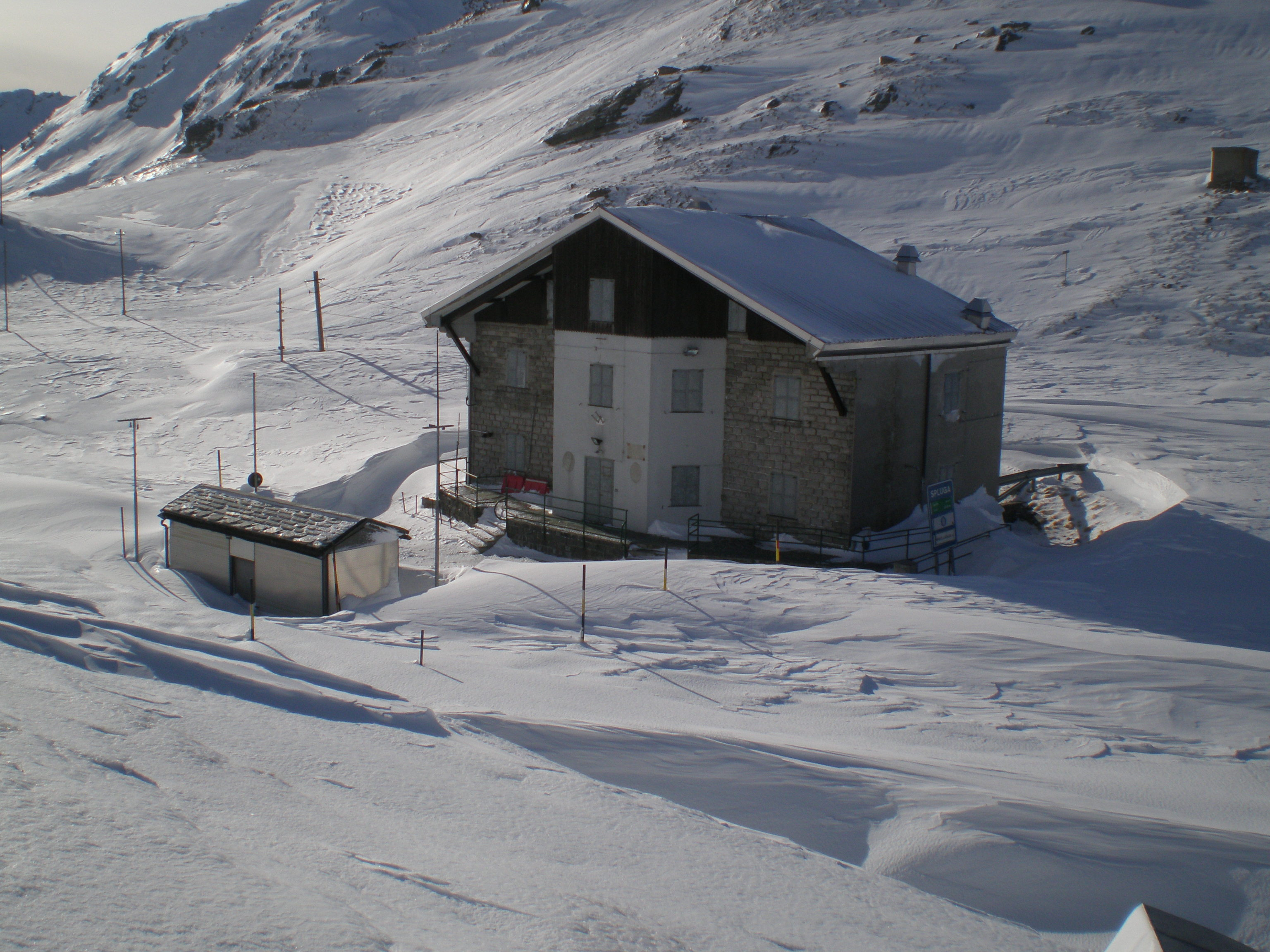
Il passo dello Spluga nel 2010

Il passo dello Spluga è assai frequentato, nella bella stagione, soprattutto dai turisti vacanzieri che vi transitano provenendo dai cantoni della Svizzera tedesca, dalla Germania e in genere dal Nord Europa per scendere in Italia. Il suo paesaggio d'alta quota, la vicinanza di imponenti vette, la presenza sul versante italiano del pittoresco villaggio di Montespluga e del bacino artificiale omonimo fanno della zona del passo una apprezzata tappa lungo il viaggio. Proseguendo verso sud, attraverso la Valchiavenna, si giunge al Lago di Como.
Molto sviluppata è la rete sentieristica verso le vette e le mete alpinistiche attorno al passo, dal quale ha inizio la via normale di salita verso il pizzo Tambò, una delle cime più frequentate delle Alpi Lepontine; da ricordare è la Via Spluga, percorso escursionistico transfrontaliero nato con la collaborazione di diverse entità italiane e svizzere per la riscoperta storica e la valorizzazione turistica dell'antico tracciato del valico. Da citare è anche la notevole frequentazione scialpinistica della zona, con numerosi itinerari di ogni difficoltà, agevolata dalla frequente presenza di neve abbondante e dalla sua permanenza fino a primavera inoltrata. I centri più prossimi al passo e maggiormente sviluppati turisticamente sono Madesimo, sul lato italiano (in particolare il nucleo di Montespluga), e Splügen su quello svizzero, entrambe località di villeggiatura estiva e attrezzate stazioni di sport invernali.

## Ciclismo
Il passo dello Spluga è stato scalato in due edizioni del Giro d'Italia, sempre dal versante svizzero:
| Anno | Tappa                      | km  | Primo in vetta  | Versante scalato |
| ---- | -------------------------- | --- | --------------- | ---------------- |
| 1965 | 19ª: Saas-Fee - Madesimo   | 282 | Vittorio Adorni | Svizzero         |
| 2021 | 20ª: Verbania - Alpe Motta | 164 | Damiano Caruso  | Svizzero         |